# The Inbetweeners
The Inbetweeners é um premiado sitcom Britânico sobre um grupo de amigos adolescentes. Escrito por Damon Beesley e Iain Morris, a série foi originalmente produzida para o canal E4. O canal E4 exibiu primeiro a série em maio de 2008, o Channel 4 também a exibiu em novembro daquele ano. A série se passa em um típico subúrbio de Londres, mostra a vida de Will (Simon Bird), que deixou uma escola particular para ir ao Rudge Park Comprehensive, uma escola pública devido à recentes problemas financeiros de sua mãe divorciada.
O termo "inbetweeners" refere-se a Will e seus três colegas (Simon, Neil e Jay), não fazendo parte da turma popular "na multidão", nem da turma de "nerds", mas algo inconseqüente "inbetween", "entre eles mesmos".
A segunda Temporada começou a ser exibida no Reino Unido em 2 de abril de 2009 e terminou em 7 de maio de 2009. Uma terceira temporada foi encomendada pela E4, e teve início em 13 de setembro de 2010. O primeiro episódio da terceira temporada teve uma grande aprovação pela comissão do canal E4.
O programa recebeu a nomeação de "Melhor Comédia de Situação, sitcom" no BAFTA duas vezes, em 2009 e 2010. No British Academy Television Awards 2010, ganhou o Prêmio do Público, o único prêmio votado pelos telespectadores.
A versão cinematográfica da série está sendo produzida e vê o elenco de férias na Mália, em Creta. As filmagens começaram no local, em agosto de 2010.
No Brasil a série foi transmitida nos canais MTV Brasil e I.Sat.

## Elenco
- Will McKenzie interpretado por Simon Bird
- Simon Cooper interpretado por Joe Thomas
- Jay Cartwright interpretado por James Buckley
- Neil Sutherland interpretado por Blake Harrison

## Episódios
As três temporadas foram legendadas e disponibilizadas para exibição no Muu, portal de vídeos on demand da TV Globo com o titulo dos episódios em português.

### 1ª Temporada
- Fazer novos amigos
- O Parque
- Metade do 1º Semestre
- Festa da Wendy
- O Que fazer no fim de semana?
- Comitê do Baile de Natal

### 2ª Temporada
- Melhor ou pior?
- Falta de popularidade
- Necessidades especiais
- Como o dia começa
- Escritório do Sr. Gilbet
- Calmo

### 3ª temporada
- Mudanças
- Dicas úteis
- 18 anos de Neil
- Namorada de Simon
- Os finais de semana servem para...
- Histórico de internet exótico

## Locações
The Inbetweeners é filmado em vários locais, principalmente e em torno de Ruislip, Middlesex, predominantemente na escola Ruislip High School, mas também em áreas vizinhas, como Harrow, Edgware, Pinner, Watford, Abades Langley, St Albans, Finchley, Whetstone e Dartford. Notavelmente, Ruislip High School não é uma escola de sexta categoria. A maioria dos alunos na série ou são estudantes reais da escola (que na época da 1ª Temporada estavam no 7 º ano, visto que a escola só abriu em 2006) ou de atores pagos. O primeiro episódio da segunda temporada, que mostrava Swanage em Dorset foi na verdade filmado em locações em West Sussex, cidade costeira de Littlehampton. A chamada de divulgação da terceira temporada de The Inbetweeners foi filmado na London Academy, em Edgware.

## Exibição Mundial
A BBC America começou a exibir Inbetweeners A partir de 25 de janeiro de 2010. A rede exibiu as duas temporadas existentes como se fossem apenas uma única temporada de televisão, totalizando 12 episódios.
Iain Morris e Damon Beesley foram convidados pela American Broadcasting Company para produzir um piloto de uma versão dos EUA da série. Eles serão os escritores de cabeça para o projeto. A rede tem dado Morris e Beesley um compromisso de Script as escuras, para um futuro projeto que os dois irão criar. Ambos os projetos serão feitos na ABC Studios.
Em 2010, O Inbetweeners começou a se exibido na Austrália pela Nine Networké no canal digital GO!, pelo Super Canal no Canadá, na comédia do canal TV4 Komedi na Suécia, na TV2 na Nova Zelândia, na MTV da América Latina e em seguida em Israel.

## prêmios
- Melhor Nova comédia de TV, no British Comedy Awards 2008
- Melhor Estreante Masculino de Comédia (Bird Simon), no British Comedy Awards 2008
- Melhor seriado de TV britânico, no The Comedy.co.uk Awards 2008
- Melhor programa de comédia, TV Quick & TV Choice Awards 2009
- Nomeada para Melhor Comédia de Situação, no Oscar da televisão britânica 2009
- Melhor programa de televisão, no NME Awards 2010
- Nomeada para Melhor Comédia de Situação, o Oscar da televisão britânica 2010
- YouTube Audience Award, o Oscar britânico de Televisão 2010
- Melhor Sitcom, Rose d'Or Awards 2010